# Земгальский язык
Земга́льский язы́к (латыш. zemgaļu valoda, лит. žiemgalių kalba) — язык балтийского племени земгалов. Был распространён в Земгалии (латыш. Zèmgale, лит. Žiem̃gala): бассейне рек Муша и Лиелупе (юг Латвии, север Литвы). Земгалы были окончательно разбиты Тевтонским орденом в 1289 году, часть бежала в Великое княжество Литовское, часть была переселена в Курземе. В течение XIV века Земгалия была заселена окончательно ассимилировавшими земгалов литовцами (конец XIV — начало XV века) на юге и латышами (конец XV века) на севере. Земгальский язык оказал решающее влияние на формирование среднелатышского диалекта латышского языка.

## О названии

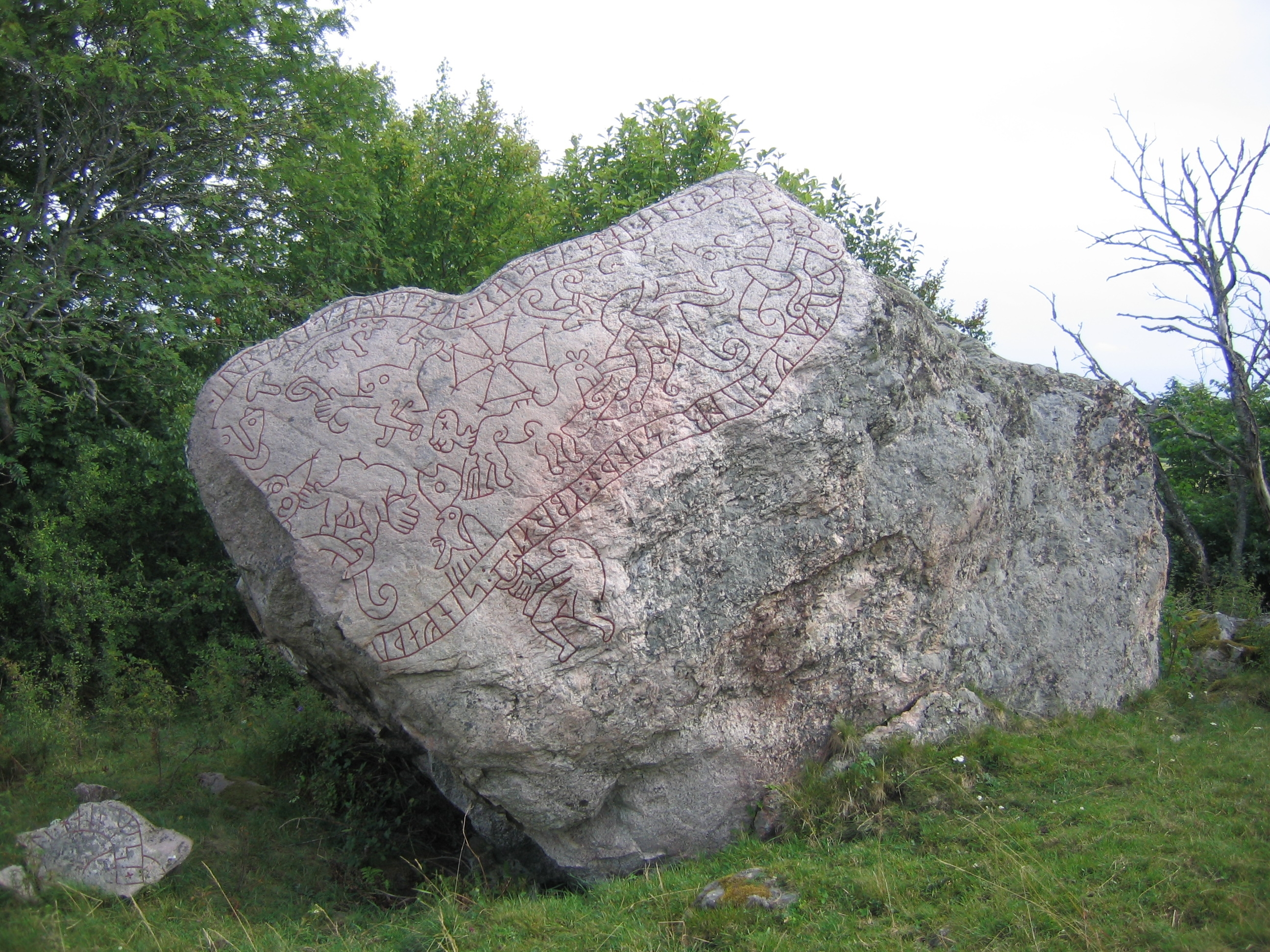
Гёкстенен (Gökstenen); ок. 1000 год н. э.)

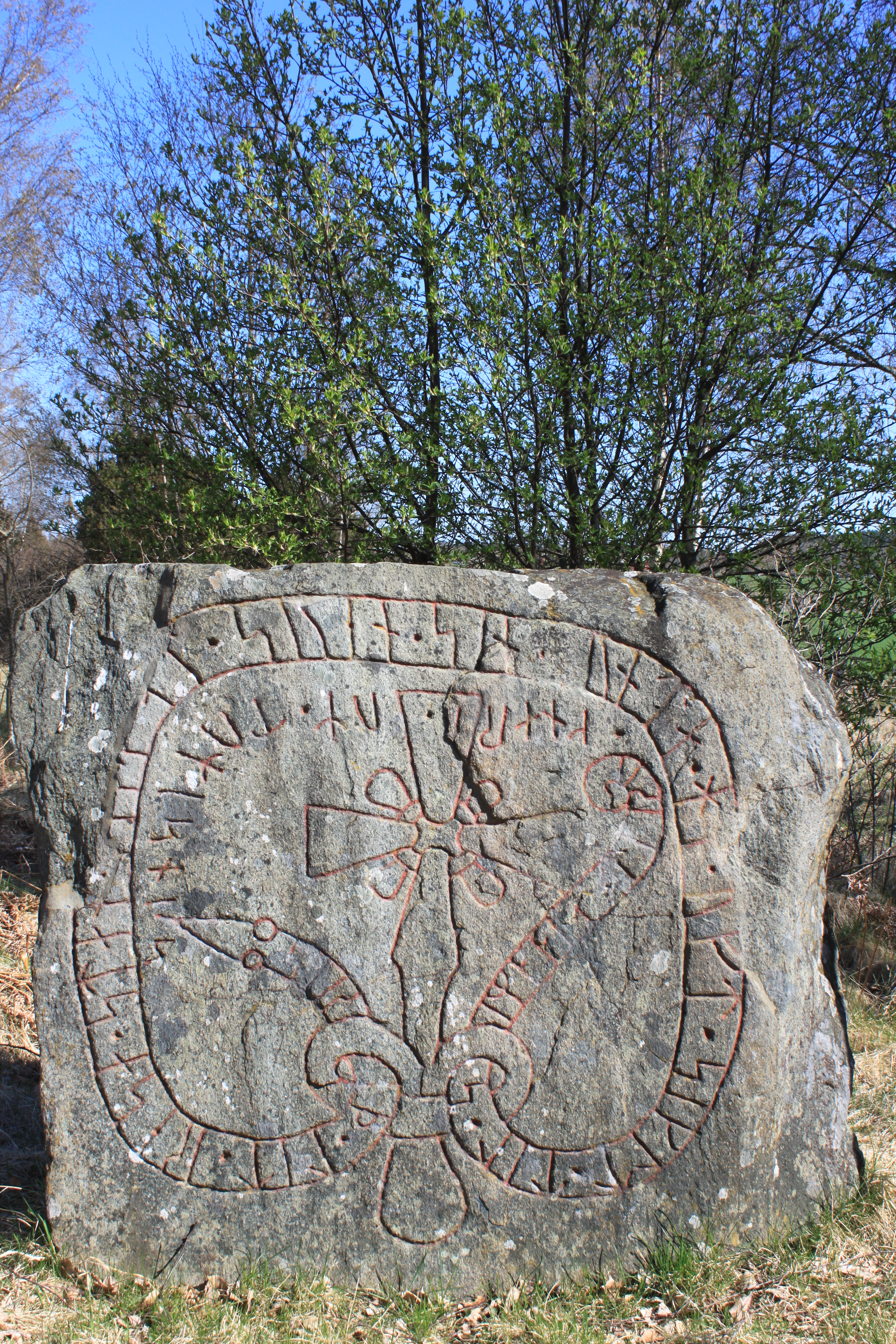
Камень из Мервалла (Mervallastenen); ок. 1000 год н. э.)

Высеченная надпись на Mervallastenen гласит:
siriþ • lit • resa • stan • [þin] ạ [•] ạṭ • suen • sin • [b]unta • h[n] • uft • siklt • til • simkạḷạ • turụ[m] • || knari • um • tumisnis / «Сигрид повелела воздвигнуть этот камень в память о своём супруге Свене. Он часто ходил морем на богатых кноррах в Земгалу, огибая мыс Колка»
Высеченная надпись на Gökstenen неясна и имеет два диаметрально различных варианта перевода:
…[ị]uraRi : kaum : isaio : raisti : stai : ain : þansi : at : || : þuaR : fauþr : sloþn : kbrat : sin faþu… ul[ị] • hano : msi+
Известно два литовских названия Земгалии — Žem̃gala и Žiẽmgala (латышское Zèmgale является книжным заимствованием из нем. Semgallen). В пользу исконности вокализма первого говорит лат. Semigalia из датского хроники Annales Ryenses (XIII век), в пользу второго — швед. Sœimgala, Sœimgalum (надписи на двух рунических памятных камнях XI века из Южной Швеции — Sö 198. Mervallastenen и Sö 327. Gökstenen) и др.-рус. зимигола, зимѣгола (Лаврентьевская летопись). Первый вариант связывают с лит. žẽmė, латыш. zeme «земля» или лит. žẽmas, латыш. zems «низкий». Второй вариант, вероятно, является когнатом лит. žiemà, латыш. ziema «зима». К. Буга и Я. Эндзелин считали, что первичен вариант Žiẽmgala, этимологически обозначавший «зимний (северный) край», а Žem̃gala является результатом народной этимологии, сблизившей название с низменностями. Альтернативная этимология О. Бушса предполагает гидронимическое происхождение топонима: от названия реки вроде Жеймике или Жеймяна.

## Классификация
Литовский исследователь Й. Кабелка считал, какая-то часть земгальских диалектов могла быть ближе к литовскому, а какая-то — к латышскому.
В. Н. Топоров озвучил мнение, что земгальский стоял ближе к литовскому, чем латышскому и куршскому, такая позиция обосновывается восточнобалтийским происхождением земгальского и литовского, в отличие от западнобалтийского куршского.

Земгалы на карте расселения балтийских племен (в конце
XII века)

## История
Впервые Земгалия и земгалы упоминаются в датской хронике XIII века Annales Ryenses, согласно которой в 870 году датчане захватили Пруссию, Земгалию (лат. Semigalia) и Карелию.
В начале XIII века Земгалию постепенно завоёвывает Тевтонский орден. В 1230 году земгалы признают его власть, однако впоследствии регулярно поднимают восстание, самое крупное из которых началось в 1279 году и было подавлено только в 1289-м. После поражения восстания многие земгалы сбежали в Литву, а других Орден переселил в другие земли. В XIV веке Земгалия заселилась литовцами и латышами, которые постепенно ассимилировали земгалов.
Фламандский путешественник Жильбер де Ланнуа упоминает о земгальском языке как о живом (1413—1414), однако уже во второй половине XV века он вымер (на территории Великого княжества Литовского несколько раньше — в конце XIV — начале XV века).
Известны названия областей, которым возможно соответствовали диалектные различия: Upemolle / Opemolle, Dobene / Dubene, Silene, Sparnene, Thervethene / Teruetene / Terevethene, Sagera / Sagare.

## Лингвистическая характеристика
От земгалов не осталось никаких письменных документов, поэтому имеющиеся сведения о земгальском языке почерпнуты из топонимики и ономастики, а также данных литовских и латышских говоров.

### Фонетика и фонология
Земгальский сохранил различие между прабалтийскими *ā и *ō. Дифтонг *ei перешёл в ie, как в литовском и латышском.
Сохранились в земгальском прабалтийские *k’ и *g’ (как в литовском) или перешли в c и ʒ (как в латышском) является спорным вопросом. Есть примеры как с наличием перехода (Autzis при латыш. Aũce и лит. Áukė; Zervinas при латыш. dzẽrve «журавль» и лит. gérvė «журавль»), так и с его отсутствием (Augegoge, Sigemoa). Отсутствие палатлизации наблюдается и в современных латышских говорах вокруг Блидиене (Dauķis, Ķipsnas līcis (название залива), Giñterenes pļava (название луга), Reģĩnas).
Прабалтийские *š, *ž, сохранившиеся в литовском, в земгальском и латышском перешли в s и z: Silene при латыш. sìls и лит. šìlas «бор»; Sagare, Sagera при лит. Žagãrė.
Тавтосиллабическое n иногда выпадает (как в латышском): Blidenen при латыш. Blìdiene и лит. blindìs «ракита»; Slok при латыш. Slòka и лит. slankà «оползень», но чаще сохраняется (как в литовском): Bleñdiena, Jiñtars, Klen̂ces, Pluñci, Rìnkas, Skruñdu leja.
Прабалтийские *ti̯ и *di̯ в земгальском дали č и ž/ǯ соответственно: Mezoten и Medzothen при латыш. Mežôtne (латыш. mežs и литов. диал. mẽdžias «лес»); земг. латыш. sirdžu при латыш. sir̂žu и лит. širdžių͂ «сердец»; земг. латыш. biču при латыш. bišu, лит. bìčių «пчёл».
Для земгальского характерно сохранение краткости гласного перед тавтосиллабическим r и вставка ещё одного гласного между r и последующим согласным (анаптиксис): земг. латыш. zirags «конь» при латыш. литер. zir̂gs'; varana, varina «ворона» при латыш. литер. vãrna; berizs «берёза» при латыш. литер. bẽrzs; иногда это же явление происходит и после l: galads «стол» при латыш. литер. gal̂ds; ilagi «долго» при латыш. литер. il͂gi; это же явление обнаруживается и в и литовских говорах на земгальских землях: sãrᵉgs «сторож» при лит. литер. sárgas; dárᵉbs «работа» при лит. литер. dárbas.

### Морфология
О морфологии известно крайне мало. Предполагается, что в земгальском использовались несклоняемые формы притяжательных местоимений (как в современном литовском). Такой вывод делается на основании топонима Sàuzeŗi, который этимологически соответствует лит. savo žirgai «свои лошади».